# يويتشي دوي
يويتشي دوي (土肥 洋一) هو لاعب كرة قدم ياباني السابق ولد 25 يوليو 1973. وكان حارس المرمى.

## روابط خارجية
- يويتشي دوي على موقع الاتحاد الدولي (مؤرشف)  (الإنجليزية)
- يويتشي دوي على موقع رابطة كرة القدم اليابانية للمحترفين (اليابانية)
- يويتشي دوي على موقع قاعدة بيانات كرة القدم.إي يو (الإنجليزية)
- يويتشي دوي على موقع بيانات كرة القدم. دي إي (الألمانية)
- يويتشي دوي على موقع ناشيونال فوتبول تيمز (الإنجليزية)
- يويتشي دوي على موقع Soccerway.com (الإنجليزية)
- يويتشي دوي على موقع عالم كرة القدم.نت (الإنجليزية)
- يويتشي دوي على موقع أوليمبيديا (الإنجليزية)

1. ↑  "Stats Centre: Yoichi Doi Facts". الغارديان. مؤرشف من الأصل في 2013-12-12. اطلع عليه بتاريخ 2009-05-18.